# Alfredo Solf y Muro

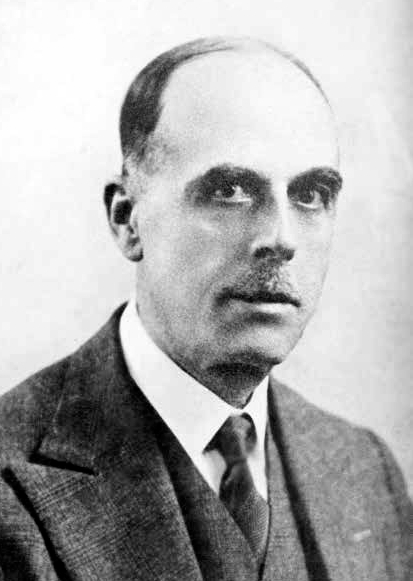
Alfredo Solf y Muro

Alfredo Solf y Muro (Lambayeque, 15 de março de 1872 - Lima, 14 de agosto de 1969) foi um político peruano. Ele foi Ministro das Finanças em 1933. Ele foi também o primeiro-ministro do Peru de 8 de dezembro de 1939 a 3 de dezembro de 1944. Solf y Muro também atuou como ministro das Relações Externas.